# Frits van Duinen
Frederik Hendrik (Frits) van Duinen (Amsterdam, 30 april 1859 – aldaar, 13 april 1937) was een Nederlands zanger. Zijn stembereik was bas.
Hij was zoon van kantoorbediende Franciscus Leonardus van Duinen en Jansje van Oeveren wonende aan de Egelantiersgracht 103 te Amsterdam. Hij trouwde zelf met Fenne Elisabeth Blaauw, dochter van een horlogemaker. Zoon Jan van Duinen werd pianist. Frits van Duinen was erelid van de Amsterdamse rederijkerskamer en fanatiek turner bij de Amstels Gymnastiekvereniging waarvan hij ook (ere-)lid was. Hij werd voor zijn verdiensten in 1907 benoemd tot ridder in de Orde van Oranje-Nassau. Hij was sinds 1925 Officier de l’Academie. Hij werd begraven op Zorgvlied.
Van Duinen was in eerste plaats zakenman, hij handelde in metalen en was makelaar (Omschrijving door Johan Schmier: "Des middags koopt hij Bankatin en ’s avonds zingt hij Lohengrin"). Echter zijn zangstem viel dermate op, dat hij al vanaf zijn twintigste betrokken was bij kerkconcerten. Daarnaast probeerde hij ook een loopbaan als concertzanger op te bouwen. Hij ging in de leer bij Anton Averkamp, Johannes Messchaert en had grote steun bij het instuderen van zijn partijen van Henri Viotta. Zijn doorbraak kwam met de rol van Fafner in de opera Parsifal van Richard Wagner. Diezelfde Henri Viotta weigerde echter als Van Duinen om een belangrijker rol vroeg, Viotta’s voorkeur ging naar exclusievere buitenlandse zangers. In 1895 ging hij aan de slag bij de Nederlandse Opera van Cornelis van der Linden, waar hij negen jaar bij zou zingen. Hij trad er eerst op als gastzanger, maar was later vast aan het gezelschap verbonden als eerste bas.
Willem Mengelberg gaf hem die belangrijke rol in Parsifal (Titurel) wel toen hij met het Concertgebouw een concertante uitvoering bracht van die opera in 1902. Diezelfde Mengelberg had hem drie jaar eerder al ingeschakeld bij de uitvoering van de Bachs Matthäus-Passion. Van Duinens laatste rol was wederom in een opera van Wagner, in dit geval Tannhäuser.
Naast rollen in Nederlandse producties gaf hij ook concerten in Nederland, België, Duitsland en Engeland.
Van 1899 tot 1929 zou Van Duinen achtendetig keer samen optreden met het Concertgebouworkest onder leiding van dirigenten Daniël de Lange, Bernard Zweers (diens Sint-Nocolaasfeest), Julius Röntgen, Henri Viotta, Willem Robert sr., Philip Loots, Anton Averkamp, Herman Johannes den Hertog, Otto Lohse, Anton Tierie en Gabriel Pierné (diens Saint François d’Assise).
- Nederlandse Thesaurus van Auteursnamen: 380727870
- Virtual International Authority File: 311823679
- WorldCat: E39PBJvXdhdfhDh9JWBywFfjG3